# The House of Angelo
The House of Angelo est un film britannique réalisé par Jim Goddard, sorti en 1997.

## Synopsis
Au XVIIIe siècle, un ambassadeur de Louisiane en visite en Angleterre dont la vie est menacée par des Français, est protégé par les membres de l'Académie de Dominic Angelo, un Maître d'armes.

## Distribution
- Edward Woodward : Dominic Angelo
- Peter Woodward : Harry Angelo
- Sylvia Syms : Alice Angelo
- Isla Blair : Peg Wallington
- Anthony Valentine : Lord Travers
- Rudolph Walker : Somers
- Julian Glover : Sir Robert Willoughby
- Patrick Toomey : M. Clare
- Sarah Preston : Meg
- David Robb : Lord Vanbrugh
- Joe Shaw : Octavius
- Sarah Woodward : Elisabeth Angelo
- Tim Woodward : William Angelo
- Blair Plant : Foster
- Mark Delafield : Sir James
- Anne-Marie Marriott : Maria
- Mark Byron : l'homme à l'épée